# Chris Reed (Footballspieler)
Christopher „Chris“ Reed (geboren am 22. Juli 1992 in Cedar Rapids, Iowa) ist ein US-amerikanischer American-Football-Spieler auf der Position des Guards. Er spielte College Football für die Minnesota State University, Mankato und stand zuletzt bei den Houston Texans in der National Football League (NFL) unter Vertrag. Zuvor spielte Reed für die Jacksonville Jaguars, die Miami Dolphins, die Carolina Panthers, die Indianapolis Colts und die Minnesota Vikings.

## College
Reed wurde in Cedar Rapids, Iowa geboren und wuchs in der Kleinstadt Okoboji in Iowa auf. Während seiner Highschoolzeit zog er mit seiner Familie nach Omaha in Nebraska und machte seinen Abschluss an der Omaha Central High School, an der er auch Football spielte. Ab 2010 ging Reed auf die Minnesota State University, Mankato und spielte dort nach einem Redshirtjahr vier Jahre lang als Left Tackle College Football für die Minnesota State Mavericks in der NCAA Division II. Zudem war er für das Leichtathletikteam der Mavericks aktiv.

## NFL
Reed wurde im NFL Draft 2015 nicht ausgewählt und im Anschluss als Undrafted Free Agent von den Jacksonville Jaguars unter Vertrag genommen. Er schaffte es zunächst nicht in den 53-Mann-Kader für die Regular Season und verbrachte die Saison 2015 im Practice Squad der Jaguars, bevor ihm in der Saison 2016 der Sprung in der aktiven Kader gelang. Sein NFL-Debüt gab er am dritten Spieltag und stand dabei aufgrund verletzungsbedingter Ausfälle in der Startaufstellung. Insgesamt kam Reed in vier Jahren für Jacksonville als Ergänzungsspieler zu 25 Einsätzen, davon achtmal als Starter.
Im März 2019 nahmen die Miami Dolphins Reed unter Vertrag. Er kam als Ersatzspieler in fünf Partien zum Einsatz, davon einmal als Starter. Im Dezember wurde Reed von den Dolphins entlassen und anschließend von den Carolina Panthers über die Waiver-Liste verpflichtet. Bei den Panthers stand er 2019 in drei Spielen auf dem Feld, anschließend verlängerte das Team seinen Vertrag für die Saison 2020. In der Saison 2020 war Reed zunächst als sechster Offensive Lineman in einer Reserverolle eingeplant, rückte für 14 Spiele in die Stammformation auf, da Dennis Daley verletzt ausfiel.
Im April 2021 nahmen die Indianapolis Colts Reed unter Vertrag. Er stand in sechs Spielen als Ersatz für Quenton Nelson und Mark Glowinski von Beginn als Left und als Right Guard auf dem Feld.
Am 1. April 2022 unterschrieb Reed einen Zweijahresvertrag bei den Minnesota Vikings. In der Saisonvorbereitung konkurrierte er mit Jesse Davis und Rookie Ed Ingram um die Position als Right Guard in der Stammformation, wobei Ingram sich durchsetzte. Reed bestritt 2022 sieben Spiele, davon einmal aufgrund verletzungsbedingter Ausfälle als Starter auf der Position des Centers. In der Saison 2023 kam Reed als Reservist nur zu einem Kurzeinsatz im Saisonfinale gegen die Detroit Lions.
Am 18. Juli 2024 nahmen die Houston Texans Reed unter Vertrag, entließen ihn aber vor Saisonbeginn im Rahmen der Kaderverkleinerung auf 53 Spieler am 27. August 2024.